# Alajeró (Santa Cruz de Tenerife)
Alajeró település Spanyolországban, Santa Cruz de Tenerife tartományban. Alajeró Hermigua, San Sebastián de la Gomera és Vallehermoso községekkel határos. Lakosainak száma 2071 fő (2024).

## Népesség
A település népessége az elmúlt években az alábbi módon változott:
| Lakosok száma | 1406 | 1894 | 2142 | 2110 | 2039 | 1954 | 1983 | 2017 | 2029 | 2071 |
|               | 2001 | 2004 | 2007 | 2009 | 2012 | 2014 | 2017 | 2019 | 2022 | 2024 |